# آی‌ان‌اس آیروات (ال۲۴)
آی‌ان‌اس آیروات (ال۲۴) (به انگلیسی: INS Airavat (L24)) یک کشتی است که طول آن 125 m می‌باشد.